# Tropidonophis truncatus
Tropidonophis truncatus är en ormart som beskrevs av Peters1863. Tropidonophis truncatus ingår i släktet Tropidonophis och familjen snokar. Inga underarter finns listade i Catalogue of Life.
Denna orm förekommer i östra Indonesien på Halmahera, Ternate, Bacan och Salawati. Arten lever i låglandet. Individerna vistas nära vattendrag i fuktiga skogar och trädgårdar. Honor lägger ägg.
För beståndet är inga hot kända. Antagligen har Tropidonophis truncatus bra anpassningsförmåga. IUCN listar arten som livskraftig (LC).